# Piekielnik
Piekielnik (maďarsky Pekelnik, slovensky Pekelník), je obec (starostenství) v gmině Czarny Dunajec v okrese Nowy Targ, který je součástí Malopolského vojvodství. V obci se hovoří goralským nářečím.
Obcí prochází velké evropské rozvodí. Potok Piekielnik protékající obcí se vlévá do Černé Oravy (polsky Czarna Orawa), která se nachází v povodí Černého moře, zatímco potoky na východní straně se vlévají do Černého Dunajce, který se nachází v povodí Baltského moře.

## Historie
Do roku 1918 byla obec součástí Uherska, poté součástí první československé republiky. Od roku 1920 do roku 1939 byla součástí druhé polské republiky. V letech 1939 až 1945 byla součástí Slovenska.